# Tupamaros

Vlajka hnutí Tupamaros

Tupamaros celým jménem Hnutí národního osvobození – Tupamaros (španělsky: Movimiento de Liberación Nacional-Tupamaros, MLN-T) bylo uruguayjské radikálně-levicové hnutí založené v roce 1963 Raúlem Sendicem. V roce 1972 bylo téměř celé hnutí zlikvidováno a jeho členové uvězněni. Zformovalo se proti zárodkům vojenské junty, která následně v zemi zavedla diktaturu. Po roce 1985 dále existuje jako legální politická strana pod názvem Hnutí lidové participace (Movimiento de Participación Popular), která je členem středolevé Široké fronty (Frente Amplio).
Název Tupamaros je odvozeno od inckého hnutí odporu proti španělské nadvládě Tupac Amarú 18. století. Hnutí Tupamaros se během 60. let 20. století zpolitizovalo a vedlo městskou guerillu proti uruguayskému státu. Součástí jejich strategie byly únosy (i vraždy) významných politiků nebo obchodníků, krádeže a loupeže bank nebo kasin, bombové útoky. Ideologickou inspirací hnutí bylo levicové myšlení (nikoliv ale kubánský marxismus-leninismus či klasický marxismus) a politickou inspirací potom Che Guevara a kubánská revoluce, stejně jako domácí národní hrdina Artigas.Na začátku 70. let 20. století zahájila uruguayská policie a armáda rozsáhlou kampaň proti Tupamaros, která skončila zatčením na 3000 členů hnutí a jeho celkovým potlačením. Vyústěním kampaně byla vlna státního terorismu proti veškeré opozici v zemi a nastolení vojenské diktatury.
V roce 1985 byli členové Tupamaros propuštěni z vězení na základě kompromisu uzavřeného v roce 1984 mezi generály a civilními politiky. V rámci tohoto kompromisu získali členové hnutí amnestii. Bývalý prezident Uruguaye José Mujica byl členem hnutí Tupamaros.